# Taiwankupvinge
Taiwankupvinge (Pnoepyga formosana) är en fågelart i familjen kupvingar inom ordningen tättingar. Liksom andra kupvingar är den en mycket liten, nästan stjärtlös fågel som hittas nära marken i fuktiga bergsskogar.

## Utseende och läte
Kupvingarna är väldigt små, kortstjärtade, marklevande fåglar, smala näbbar och rudimentära klor. Stjärtpennorna är sex till antalet och så korta att de täcks av övergumpens fjädrar, vilket får till följd att de ser helt stjärtlösa ut. Denna art har en kroppsländ på endast 8–9 cm. På hjässa och mantel är den brunsvart med ockrabeige fläckar, medan restan av ovansidan är mer mörkbrun. Den lilla stjärten är även den mörkbrun, liksom ovansidan av vingarna. Undertill är den fjällig i svart och vitt. Arten är relativt lik ljus form av fjällig kupvinge, men vingar och ben är mycket kortare, fläckarna på hjässan mer rosttonade och undersidan mörkare. Sången består av en ljudlig och ljus serie med tre visslade fraser, med en paus efter den första, kortare och långsammare än hos fjällig kupvinge.

## Utbredning och systematik
Fågeln förekommer enbart i höglänta områden på Taiwan. Den behandlas som monotypisk, det vill säga att den inte delas in i några underarter. Arten har kategoriserats som underart till pygmékupvingen eller fjällig kupvinge. Genetiska studier visar att taiwankupvingen står närmast den senare arten.

### Familjetillhörighet
Fram tills nyligen har kupvingarna helt okontroversiellt betraktats som en av flera släkten smygtimalior i familjen Timaliidae, som de i flera avseenden är mycket lika, därav det tidigare svenska trivialnamnet taiwanesisk smygtimalia. Genetiska studier visar dock förvånande att de istället är troligen närmare släkt med gräsfåglar (Locustellidae) och rörsångare (Acrocephalidae). Därför urskiljs de numera ut som en egen familj, Pnoepygidae.

## Levnadssätt
Taiwankupvingen hittas i bergsskogar, där den rör sig dolt på marken lågt i vegetationen, konstant skakande sina vingar som om den frös. Maginnehåll visar att födan består av insekter, sniglar, spindlar och frön.

### Häckning
Fågeln häckar mellan maj och juli. Boet beskrivs som en kupol eller en cylinder med ingång i ena änden som placeras mellan mosstäckta stenar. Däri lägger den åtminstone två vita ägg. Båda föräldrar hjälps åt att mata ungarna.

## Status
Även om arten har ett litet utbredningsområde finns det inga tecken på att den skulle minska i antal så pass att den kan betraktas som hotad. IUCN kategoriserar därför arten globalt som livskraftig.